# Palpita majorina
Palpita majorina là một loài bướm đêm trong họ Crambidae.